# Sojasapogenol glukuronaziltransferaza
Sojasapogenol glukuronaziltransferaza (EC 2.4.1.262, UGASGT) je enzim sa sistematskim imenom UDP-D-glukuronat:sojasapogenol 3-O-D-glukuronasiltransferaza. Ovaj enzim katalizuje sledeću hemijsku reakciju
UDP-glukuronat + sojasapogenol B {\displaystyle \rightleftharpoons } UDP + sojasapogenol B 3-O-D-glukuronid
Za dejstvo ovog enzima je neophodan dvovalentni jon. Mg2+ je podesniji od Mn2+, koji je bolji od Ca2+.

## Literatura
- Nicholas C. Price; Lewis Stevens (1999). Fundamentals of Enzymology: The Cell and Molecular Biology of Catalytic Proteins (Third изд.). USA: Oxford University Press. ISBN 019850229X.
- Eric J. Toone (2006). Advances in Enzymology and Related Areas of Molecular Biology, Protein Evolution (Volume 75 изд.). Wiley-Interscience. ISBN 0471205036.
- Branden C; Tooze J. Introduction to Protein Structure. New York, NY: Garland Publishing. ISBN 0-8153-2305-0.
- Irwin H. Segel. Enzyme Kinetics: Behavior and Analysis of Rapid Equilibrium and Steady-State Enzyme Systems (Book 44 изд.). Wiley Classics Library. ISBN 0471303097.

## Spoljašnje veze
- Soyasapogenol+glucuronosyltransferase на 